# Kotalm (Jachenau)
Die Kotalm ist eine Alm in den Bayerischen Voralpen. Sie liegt im Gemeindegebiet von Jachenau.
Das Almgebiet befindet sich an einem Sattel zwischen Jochberg und Hirschhörnlkopf. 
Die Alm wird am einfachsten über einen Fahrweg von Jachenau aus erreicht.